# Klausbach (Salzach)
Der Klausbach ist ein 9 km langer Bach im Land Salzburg auf der rechten Seite der Salzach und liegt südlich der Stadt Salzburg in den Gemeinden Puch bei Hallein (Ursprungsgebiet) sowie größtenteils Elsbethen. Er durchfließt die geologisch bedeutsame Glasenbachklamm. Besonders im 19. Jahrhundert war der Bach zur Holztrift und für den Betrieb von Mühlen und eines Sägewerks von wirtschaftlicher Bedeutung.

## Namensgeschichte
Der ehemalige Name des Baches lautete Glaserbach (auch in der Variante Gläserbach belegt).
Im Salzburger Urkundenbuch ist erstmals 1207 von einer Stelle die Rede, „ubi duo alvei Stadilbach et Glaserbach in unum confluunt“ (wo die zwei Bäche Stadelbach und Glaserbach in einen zusammenfließen). Es handelt sich bei dem Namen um eine Zusammensetzung von -bach mit der Ortsbezeichnung Glas als Bestimmungswort, das keltischen Ursprungs sein könnte und noch heute im Namen des nahegelegenen Stadt-Salzburger Siedlungsgebiets Aigen-Glas im Stadtteil Aigen sowie im Namen des dortigen Glasbachs fortbesteht. Dieses glas könnte sich wiederum auf die Qualität (klar, rein) eines Fließgewässers beziehen. In der späteren Variante Glasenbach hat sich der Gewässername dann auf den Elsbethener Ort Glasenbach übertragen.
Später hat sich der Name Klausbach eingebürgert. Als Motiv für diese Bezeichnung ist die im Oberlauf unmittelbar unterhalb des Egelseemoors befindliche Klause zu sehen. Das dortige Klausgut ist schon 1653 als Klaushüterhäusl belegt. Um diese Zeit könnte der Name Klausbach in Verwendung gekommen sein.

## Geografie
Seinen Ursprung hat der Klausbach in der Gemeinde Puch bei Hallein (Bezirk Hallein) in einer Talung zwischen 
Mühlstein (westlich) und Schatteck (östlich) auf etwa 735 m ü. A. nächst dem Gimplgut. Nach rund 700 m durchfließt er das Egelseemoor, eine Niedermoorwiese, die sich durch Verlandung aus dem Egelsee entwickelt hat. Der Bach fließt hierauf gut 3 km weiter nach Norden, macht dann einen 90°-Knick Richtung Westen in die etwa 3 km lange und geologisch bedeutsame Glasenbachklamm. Nach der Klamm fließt er etwa 2 km weiterhin Richtung Westen, wo er auf 420 m ü. A. in die Salzach mündet. Gegenüber seiner Mündung mündet von links der Anifer Alterbach in die Salzach ein. Der Klausbach entwässert die Ostseite des Mühlsteins, den Schwarzenberg, Teile des Gaisbergs (Vorderfager, Rauchenbühel) sowie Mitteregg, die Gurlspitze und die Schwaitlalm.
Die größten Zuflüsse sind der linksseitig mündente Lettenbach sowie rechtsseitig der Talbach und der Oberwinkelbach.

## Wirtschaft

### Mühlen und Sägewerk
Der erste bekannte Betrieb im Klausbach war eine Kugelmühle, die 1770 errichtet, aber schon 1798 durch ein Hochwasser wieder weggerissen wurde. Die späteren Betriebe des Glasenbacher Gewerbeviertels lagen nicht mehr direkt am Klausbach, sondern bezogen das Wasser von einem vom Klausbach abgeleiteten Werkskanal, der auch Pulvermühlbach genannt wurde. Dieser Werkskanal war ca. 1200 m lang, zweigte am Ausgang der Glasenbachklamm vom Klausbach ab und mündete kurz vor dessen Einmündung in die Salzach wieder in den Bach zurück. Aus dem Jahr 1800 ist bekannt, dass die Wasserkraft des Werkskanals von zwei Mühlen (Höllmühle und Glasenbachmühle), einer Huf- und Waffenschmiede, einem Sägewerk und zwei Pulvermühlen genutzt wurden. Im Jahre 1830 betrieben die Pulvermacher Löhner und Sinder am Werkskanal je zwei Pulverstampfen, die bis zum Jahr 1883 auf insgesamt sechs Stampfen erweitert wurden.
Die wirtschaftliche Nutzung des Klausbaches und dessen Nebenkanals wurde um 1954 eingestellt. Gründe dafür waren zum einen die Zerstörung des Wehrs, das das Wasser des Klausbachs zurückgestaut hatte, durch ein Hochwasser und zum anderen die Elektrifizierung des Sägewerks. Das Sägewerk war zu diesem Zeitpunkt der letzte Betrieb, der noch den Werkskanal nutzte. Der Betrieb im Pulvermacherhaus war bereits 1918 eingestellt worden.

### Holztrift
Die erste Holztrift fand 1860 statt, als einem Holzknecht bewilligt wurde, Schnittholz, jedoch kein Rundholz, von Höhenwald bis unterhalb der Höllmühle zu triften. Er musste aber für mögliche Beschädigungen der Glasenbachbrücke der Salzburg-Halleiner Straße sowie der Brücke an der Mündung des Klausbaches in die Salzach geradestehen. Bis zur Eröffnung der Giselabahn am 9. Juli 1871 (Bahnabschnitt zwischen Salzburg und Hallein) wurden jährlich mindestens 12.000 Klafter (= 46.680 fm) Holz getriftet. Dieses Holz wurde zur Befeuerung der Siedeanlage der Saline in Hallein benötigt. Um 1880 wurde jedoch das Holztriften eingestellt, da wegen der neuen Bahnverbindung zur Saline auf Kohlefeuerung umgestellt wurde.

## Trivia
Vor der Errichtung des Mitte des 20. Jahrhunderts zerstörten Wehrs hat sich für die Holztrift ein einfacher Rechen befunden. In unmittelbarer Nähe befindet sich heute noch der örtlich bekannte Rechenwirt, der somit noch an die ehemalige wirtschaftliche Bedeutung des Klausbachs erinnert.
Über den Klausbach spannt sich in Glasenbach die Brücke Glasenbach der Halleiner Landesstraße (L105) von Salzburg nach Hallein.